# Revillagigedo Island
Revillagigedo Island är en ö i Alexanderarkipelagen i Alaskas sydöstra region. Ön har en areal på 2 754 km², vilket gör den till USA:s 12:e största ö.
Ön är separerad från fastlandet av Behmkanalen, från Prince of Wales Island av Clarencesundet, och från Annette Island i syd av Revillagigedokanalen och Nicholspassagen. Ön utforskades av ryska, brittiska och spanska utforskare under 1700-talet, och döptes efter spanjoren i fråga, Juan Vicente de Güemes Padilla Horcasitas y Aguayo, greve av Revillagigedo, dåvarande vicekung över Mexiko, år 1793.
Ön har en befolkning på 13 950 enligt 2000 års folkräkning. Det finns två bosättningar på ön, Ketchikan är Alaskas femte största stad, den andra bosättningen är byn Saxman. De huvudsakliga industrierna är fiske, avverkning och turism. Det finns utöver städerna flera avverkningssamhällen som flyttar sig omkring över ön. Dessa tar sig fram genom avverkningsstigar som finns över hela ön.
Ön kallas "Revilla" av lokalbefolkningen.